# Pasaje Rodolfo Rivarola
El Pasaje Dr. Rodolfo Rivarola es un muy particular pasaje que se encuentra en el barrio San Nicolás de la Ciudad de Buenos Aires, Argentina. Se lo ha llamado la calle en espejo por ser probablemente la única arteria porteña de aspecto absolutamente simétrico en sus construcciones en ambas veredas. El pasaje tiene un largo de apenas una cuadra.

## Descripción
El Pasaje Rodolfo Rivarola une las calles Bartolomé Mitre y Tte. Gral. Juan Domingo Perón, en sentido norte - sur. Es paralelo a las calles Talcahuano y Uruguay, que encierran la manzana atravesada por el pasaje.
Su edificación está compuesta por ocho edificio de viviendas, de planta baja y cinco pisos altos cada uno, que forman una fachada homogénea y unificada desde un extremo al otro. Los cuatro edificios que se ubican en las cuatro esquinas del pasaje poseen una cúpula con mirador que alberga un apartamento.
Cada edificio de cinco pisos de altura posee dos o tres departamentos por piso, y cada vivienda tiene su propio espacio en la azotea, destinado originalmente al lavado y tendido de ropa; así como un cuarto en el sótano que funciona como depósito. A su vez, la planta baja está destinada -además del acceso a los pisos superiores mediante un hall con escalera y dos ascensores- a locales comerciales, en uno de ellos funcionó originalmente la sede de "La Rural".

## Historia
En 1924 comenzó la construcción del pasaje, propiedad de la Compañía de Seguros "La Rural", fundada en 1894. El proyecto fue encargado a los arquitectos Petersen, Thiele y Cruz; y las obras estuvieron a cargo de la constructora alemana GEOPÉ.
En 1926, el callejón ya estaba concluido, así como los ocho edificios, que eran propiedades "de renta" (alquiler) de "La Rural", hasta el surgimiento de la Ley de Propiedad Horizontal de 1948, que permitió a los habitantes de las viviendas la compra de las mismas.
En 1957, el Decreto-Ordenanza 13.929 dispuso el cambio de nombre para el Pasaje La Rural a "Rodolfo Rivarola", en homenaje a un intelectual que conformó la Generación del 80.

## En la cultura popular

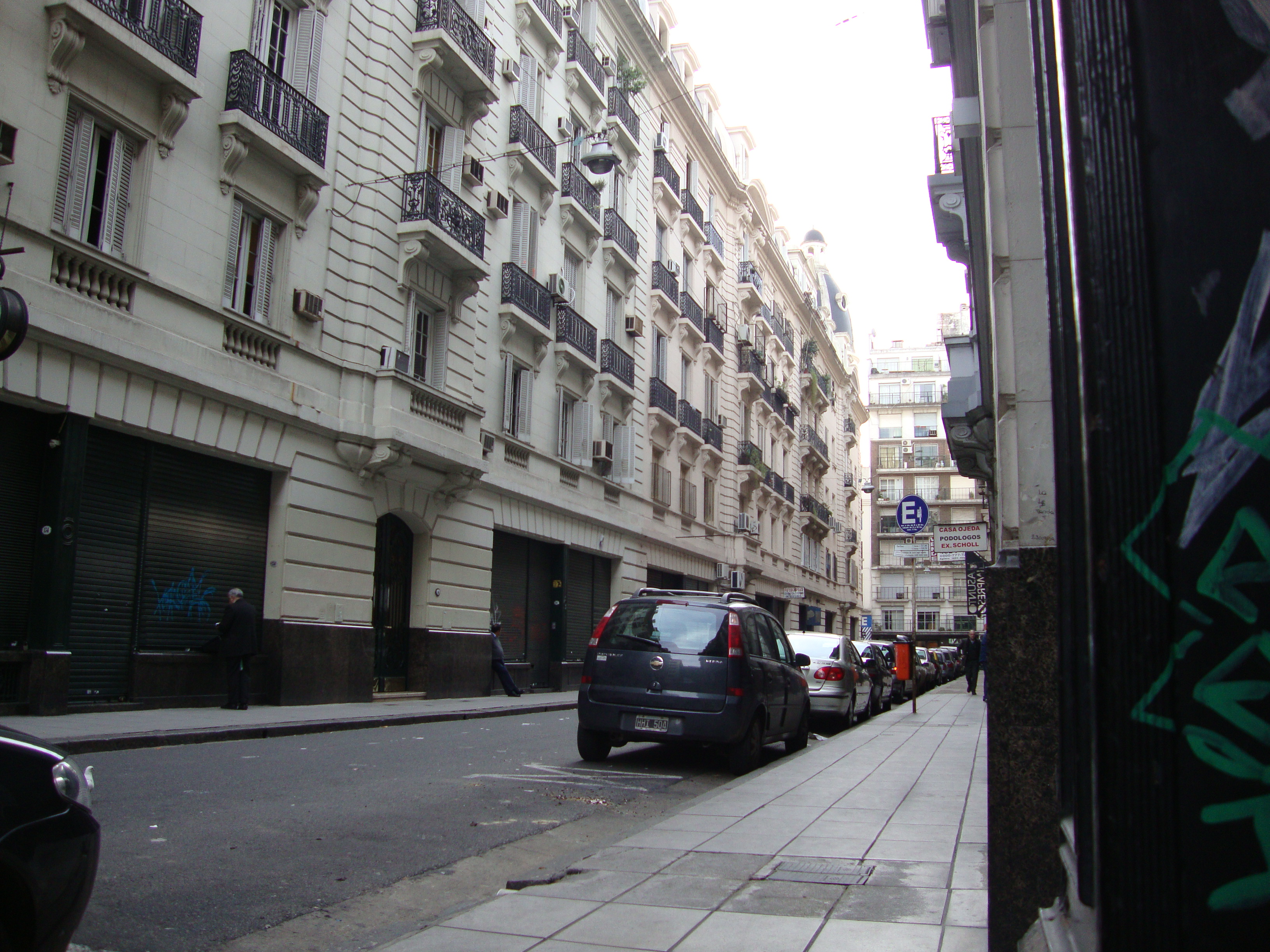
El Pasaje Rivarola en 2010.

- Un comercio característico que forma parte destacada del aspecto del pasaje Rivarola es el local de reparación de relojes "Casa Raab", conocida también como "La Chacarita de los Relojes", cuyo frente está ornamentado por un muy característico reloj que se funde muy adecuadamente y complementa la estética del callejón.

- Otro local que aporta al ambiente bohemio del pasaje -en cuyos apartamentos habitan diversas personalidades intelectuales, artísticas o periodísticas- es la librería especializada en diseño "Asunto Impreso".

- La calle cuenta con un pequeño museo en el número 147: el Museo de la Mujer.

- El inconfundible ambiente del Pasaje Rivarola y su aspecto completamente parisino, así como la casi total ausencia de modificaciones en el aspecto de sus edificios y locales, y la sobriedad de los carteles de los últimos; lo ha hecho lugar de una infinidad de filmaciones tanto de películas como de comerciales. Por ejemplo, el film Roma (2004), Hay unos tipos abajo (1985), La señal (2007) u Horizontal/Vertical (2009).

- Las fachadas de ambas veredas, son exactamente iguales.

- En sus proximidades se filmaron escenas de la serie okupas

En aquella serie se puede apreciar un plano secuencia del actor Rodrigo de la Serna corriendo por famoso pasaje.